# Radmila Petrović
Radmila Petrović (született: Miljanić, Nikšić, 1988. április 19. –) olimpiai ezüstérmes, Európa-bajnok montenegrói válogatott kézilabdázó.

## Pályafutása

### Klubcsapatokban
Tizenegy éves korában kezdett kézilabdázni szülővárosa csapatában, a ŽRK Nikšićben. Tizenhét évesen lett a Budućnost Podgorica játékosa, ahol a 2008–2009-es szezonban került fel a felnőtt csapathoz. 2009-ben, 2010-ben, 2011-ben, 2012-ben, 2013-ban, 2014-ben, 2015-ben, illetve 2016-ban megnyerte a bajnokságot és a kupát is hazájában a Budućnosttal, akikkel 2010-ben a Kupagyőztesek Európa-kupájában, 2012-ben és 2015-ben pedig a Bajnokok Ligájában is az első helyen végzett. 2018 márciusa óta a klub elnöke.

### A válogatottban
2008-ban mutatkozott be a montenegrói válogatottban, amellyel a 2012-es londoni olimpián ezüstérmes volt, majd az év végi Európa-bajnokságon aranyérmet nyert. Részt vett a 2016-os riói olimpián.

## Sikerei, díjai
Budućnost Podgorica
- Montenegrói bajnok: 2007, 2008, 2009, 2010, 2011, 2012, 2013, 2014, 2015, 2016
- Montenegrói Kupa-győztes: 2007, 2008, 2009, 2010, 2011, 2012, 2013, 2014, 2015, 2016
- Bajnokok Ligája-győztes: 2012, 2015
- Kupagyőztesek Európa-kupája-győztes: 2010

## Magánélete
2013 júliusa óta házas, 2017 októberében fia született.